# حرفا التفسير
حرفا التفسير هُما (أيْ) و (أن). وهُما موضوعانِ لتفسيرِ ما قبلهما، غيرَ أنَّ (أيْ) تُفسَّرُ بها المُفرداتُ والجمل، فيكون ما بعد (أيْ) عطف بيان أو بدلًا، في المفردات نحو (رأيتُ ليثًا، أي أسدًا)، والجُمَلُ، كقول الشاعر
وأمّا (أنْ) فتختصُّ بتفسير الجُمَلِ. وهي تقعُ بينَ جملتينِ، تتضمَّنُ الأولى منهما معنى القولِ دونَ أحرفهِ، كقوله تعالى
﴿فَأَوْحَيْنَا إِلَيْهِ أَنِ اصْنَعِ الْفُلْكَ﴾، ونحو (كتبتُ إليه، أنِ تحضرْ).

## شروط أن التفسيرية
1. يشترط ألا يسبق (أن) التفسيرية حرف جر، فإذا قلت: كتبت إليه بأن يجتهد، فعندها تكون (أن) مصدرية ناصبة.

1. يشترط ثانيًا أن يكون قبلها جملة مفيدة، فإذا قلنا: ﴿وَآخِرُ دَعْوَاهُمْ أَنِ الْحَمْدُ لِلَّهِ رَبِّ الْعَالَمِينَ﴾، كانت (أن) مخففة من الثقيلة.

1. يشترط ثالثًا أن يكون بعد (أن) جملة، فلا يصح أن أقول مثلاً: أوحيت إليه كَـلَمًا أن خطابًا، فكلمة (أنْ) لا تأتي إلا قبل جملة، فهنا نستعمل (أي)- أوحيت إليه كَلَمًا أي خطابًا. نعود إلى الآية ﴿فَأَوْحَيْنَا إِلَيْهِ أَنِ اصْنَعِ الْفُلْكَ﴾، نلاحظ أن معنى (أوحينا إليه= معنى اصنع الفلك) فكانت زيادة الثانية توضيحًا للأولى، وأن «أوحينا» فيها معنى القول لا لفظه، ولم تقترن (أن) بحرف جر ظاهر، وهي بمعنى «أيْ». من الجدير بالذكر أن الفخر الرازي قال: «إننا لا نسلّم بأنها (أنْ - في الآية بعد كلمة أوحى) مفسرة، وقد انتفى شرط التفسير، لأن الوحي هنا إلهام باتفاق، وليس في الإلهام معنى القول، وإنما هي مصدرية أي- باتخاذ الجبال بيوتًا». وعلى ذلك يصح إعراب: أن مصدرية، والمصدر المؤول من (أن والفعل) وتقديره= اتخاذ في محل نصب بنزع الخافض في جملة «أشرت إليه أنْ لا تسافر» هناك أكثر من إمكان للإعراب:

- أنْ لا تسافرُ= أنْ- مفسرة، لا – حرف نفي، تسافرُ- مضارع مرفوع...إلخ
- أن لا تسافِرْ= أنْ مفسرة، لا ناهية وجازمة، تسافرْ- مضارع مجزوم بلا.... إلخ
- أنْ لا تسافرَ= أنْ حرف نصب مصدري، لا- حرف نفي، تسافرَ- مضارع منصوب بأن...إلخ

في جملة «أشرت إليه أن يسافرَُ» جاز في المضارع رفعه على اعتبار (أن) مفسرة، وجاز نصبه على اعتبار (أن) ناصبة. أما الجزم فلا يجوز هنا، فليس في الجملة ما يدعو للجزم.

## إذا التفسيرية
عدّ بعض اللغويين (إذا) حرف تفسير في نحو: (ازدردتُ الطعامَ إذا ابتلعتَـه). هنا تكون تاء الفاعل في (ابتلعت) مفتوحة لأن التفسير للمخاطب، وهذا خلاف قولنا الجملة مع (أي): ازدردت الطعامَ أيِ ابتلعتُه (هنا التاء مضمومة).